# Necròpoli romana de Fonte Velha
La Necròpoli romana de Fonte Velha és un jaciment arqueològic prop del poble de Bensafrim, al municipi de Lagos, a Portugal.

## Descripció
El jaciment consta d'un conjunt de sepultures, en un turó entre les zones de Fonte Velha, Hortinha, Cercas do Álamo i Sobões da Mina, situat a la vora del poble de Bensafrim. Hi aparegueren cinc esteles, peces de vidre i metall, i adorns com grans de pasta vítria, un bracelet i anells. Les sepultures de Fonte Velha, d'incineració, presenten semblances amb les trobades al Mont Molião, prop de la ciutat de Lagos, com la presència d'una moneda, un plat i un vas ungüentari junt al cadàver. L'ungüentari és un vas menut amb oli perfumat emprat en el ritual funerari; el plat l'usaven per a vessar l'oli sobre el cadàver, i la moneda al·ludia a la creença que el mort pagaria passatge en la barca dels morts. Al Molião, però, els vasos ungüentaris eren sobretot de ceràmica, mentre que el cas de Fonte Velha eren principalment de vidre, i els plats presentaven formes diverses, en gran part substituïts per copes amb peu. Algunes de les peces de fang eren del tipus de ceràmica aretina, que també aparegué en sepultures del Mont Molião.

## Història
S'hi trobaren dues capes sobreposades d'ocupació, relatives als períodes de l'edat del ferro i romà. Durant el segle xix, Estácio da Veiga va fer recerques en una necròpoli prop d'1 km de Bensafrim, i n'excavà dèsset sepultures. Calculà que la necròpoli pertanyia a la primera edat del ferro, i hi trobà algunes peces, incloent-hi pèntols de terrissa de fang, considerats de gran importància.
Posteriorment l'arqueòleg António dos Santos Rocha i el seu grup van ser a Bensafrim a finals del segle xix, i hi feren recerques amb el suport del prior António José Nunes da Glória, que va destacar pels seus treballs arqueològics a l'Algarve, i abans havia col·laborat amb Estácio da Veiga. Les excavacions començaren en una zona propera a Bensafrim, on abans s'havien descobert unes sepultures, però que havien estat destruïdes. Els treballs es feren després en un turó a uns centenars de metres, on aparegueren vestigis de murs i de dues fosses, i una pedra circular amb dos forats de dimensions diferents. Santos Rocha creia que les ruïnes podrien haver pertangut a un celler de vi o oli, i la pedra foradada podia ser part d'una premsa o molí. L'edifici no seria del període romà, doncs els materials de construcció de les fosses eren diferents dels utilitzats normalment en les estructures romanes de l'Algarve, mentre que la forma no coincidia amb els recipients usats pels romans, fragments dels quals s'havien trobat a Milreu. Va calcular que a causa de la feble qualitat i resistència de les estructures, devien ser del període islàmic. Aquesta conclusió és reforçada per la presència de fragments d'un vas esmaltat a l'interior, que probablement també seria del període islàmic. La presència musulmana a Bensafrim era ja reconeguda, reflectida en la denominació de la localitat, per la presència de sitges excavades als carrers tradicionalment coneguts com cellers dels moros, i pel descobriment d'alguns fragments de ceràmica.
Santos Rocha va investigar també una segona necròpoli, situada junt a la ja explorada per Estácio da Veiga, en un terreny que limitava el jaciment anterior pels costats nord, sud, oest i sud-est. Va trobar-hi catorze sepultures, tretze de les quals semblants a la ja trobades per Estácio da Veiga, del període prehistòric, mentre que una altra era diferent. També va descobrir fragments de setze urnes funeràries (ollae cinerariae), i parts d'altres entre carbons i cendres, on també hi havia restes d'altres materials d'ofrena. La tradició romana indicava dues formes principals de fer la crema: en el cas dels ciutadans més rics, una pira funerària junt a la sepultura, mentre que la població restant utilitzava una estructura pública, denominada ustrinum, que en restava a la vora. Estácio da Veiga va trobar restes de parets formant una estructura quadrangular, que podrien haver estat els murs al voltant de l'ustrinum. No obstant això, si existís un ustrinum a la necròpli de Fonte Velha, això entraria en contradicció amb les muntanyes de cendres i carbons trobades al costat de les sepultures; Santos Rocha suggerí que aquestes restes vindrien de l'ustrinum en conjunt amb la urna que contenia les cendres del cadàver.
El 2011 es feren treballs de prospecció al jaciment en l'àmbit del Pla Nacional de Treballs Arqueològics, i s'identificà un turó prop de Bensafrim proper al lloc investigat per Estácio da Veiga.